# Tournoi britannique de rugby à XV 1933
Navigation
Tournoi 1932 Tournoi 1934
Le tournoi britannique de rugby à XV 1933 (qui se joue du 21 janvier au 1er avril 1933) est remporté par l'Écosse avec une Triple couronne.

## Classement
LÉGENDE :

J matches joués, V victoires, N matches nuls, D défaites

PP points marqués, PC points encaissés, Δ différence de points PP-PC

Pts points de classement (barème : victoire 2 points, match nul 1 point, défaite rien)
T codétenteurs du titre 1932.
| Rang | Nations            | J | V | N | D | PP | PC | Δ   | Pts |
| ---- | ------------------ | - | - | - | - | -- | -- | --- | --- |
| 1    | Écosse             | 3 | 3 | 0 | 0 | 22 | 9  | +13 | 6   |
| 3    | Angleterre (T)     | 3 | 1 | 0 | 2 | 20 | 16 | +4  | 2   |
| 3    | Irlande (T)        | 3 | 1 | 0 | 2 | 22 | 30 | -8  | 2   |
| 3    | Pays de Galles (T) | 3 | 1 | 0 | 2 | 15 | 24 | -9  | 2   |

## Résultats
| 21 janvier 1933, Londres | Angleterre     | 03 - 7  | Pays de Galles |
| 4 février, Swansea       | Pays de Galles | 03 - 11 | Écosse         |
| 11 février, Londres      | Angleterre     | 17 - 6  | Irlande        |
| 11 mars, Belfast         | Irlande        | 10 - 5  | Pays de Galles |
| 18 mars, Édimbourg       | Écosse         | 03 - 0  | Angleterre     |
| 1er avril, Dublin        | Irlande        | 06 - 8  | Écosse         |